# Aceria gypsophilae
Aceria gypsophilae är en spindeldjur som beskrevs av Roivainen 1950. Aceria gypsophilae är ett kvalster som ingår i släktet Aceria och familjen Eriophyidae. Arten är reproducerande i Sverige.